# Khodā Shahr
Khodā Shahr (persiska: خدا شهر) är en ort i Iran.   Den ligger i provinsen Gilan, i den nordvästra delen av landet, 250 km nordväst om huvudstaden Teheran. Khodā Shahr ligger 18 meter över havet och antalet invånare är 223.
Terrängen runt Khodā Shahr är platt.Runt Khodā Shahr är det ganska tätbefolkat, med 111 invånare per kvadratkilometer. Närmaste större samhälle är Fūman, 6,0 km väster om Khodā Shahr. Trakten runt Khodā Shahr består till största delen av jordbruksmark.